# Bobby Chacon
Bobby Chacon (* 28. November 1951 in Sylmar, Los Angeles, Kalifornien; † 7. September 2016 in Hemet, Kalifornien) war ein US-amerikanischer Boxer und sowohl Weltmeister der WBC im Federgewicht als auch im Superfedergewicht.

## Karriere
Er gewann seine ersten sechs Kämpfe alle durch klassischen K. o. Auch seine nächsten 13 Fights konnte er siegreich gestalten, die meisten davon waren ebenfalls K.-o.-Siege. In seinem 20. Kampf verlor er vorzeitig gegen Rubén Olivares um den vakanten nordamerikanischen Meistertitel im Federgewicht.
Am 24. Mai 1974 boxte er gegen Alfredo Marcano um die vakante WBC-Weltmeisterschaft und siegte durch technischen Knockout. Er verteidigte diesen Gürtel im darauffolgenden gegen Jesus Estrada und verlor ihn an Rubén Olivares, der ihn schon mal besiegt hatte.
Am 11. Dezember 1982 sicherte er sich den Weltmeistertitel des Verbandes WBC auch im Superfedergewicht, als er Rafael Limón einstimmig nach Punkten besiegte.
Im Jahre 1988 beendete Chacon seine Karriere und fand im Jahre 2005 Aufnahme in die International Boxing Hall of Fame.

### Tod
Bobby Chacon starb am 7. September 2016 an den Folgen einer Kopfverletzung nach einem Sturz in einem Pflegeheim in Lake Elsinore, Kalifornien. Er litt seit den 1990er Jahren an chronisch-traumatischer Enzephalopathie (CTE) und war deswegen in Langzeitpflege.

## Auszeichnungen
- Ring Magazine Comeback des Jahres: 1982
- Ring Magazine Kampf des Jahres: 1983 (Sieger über 15 Runden nach Punkten gegen Rafael Limón)
- Ring Magazine Kampf des Jahres: 1983 (Sieger über 12 Runden nach Punkten gegen Cornelius Boza Edwards)